# Kleine Hohe Straße (Wismar)

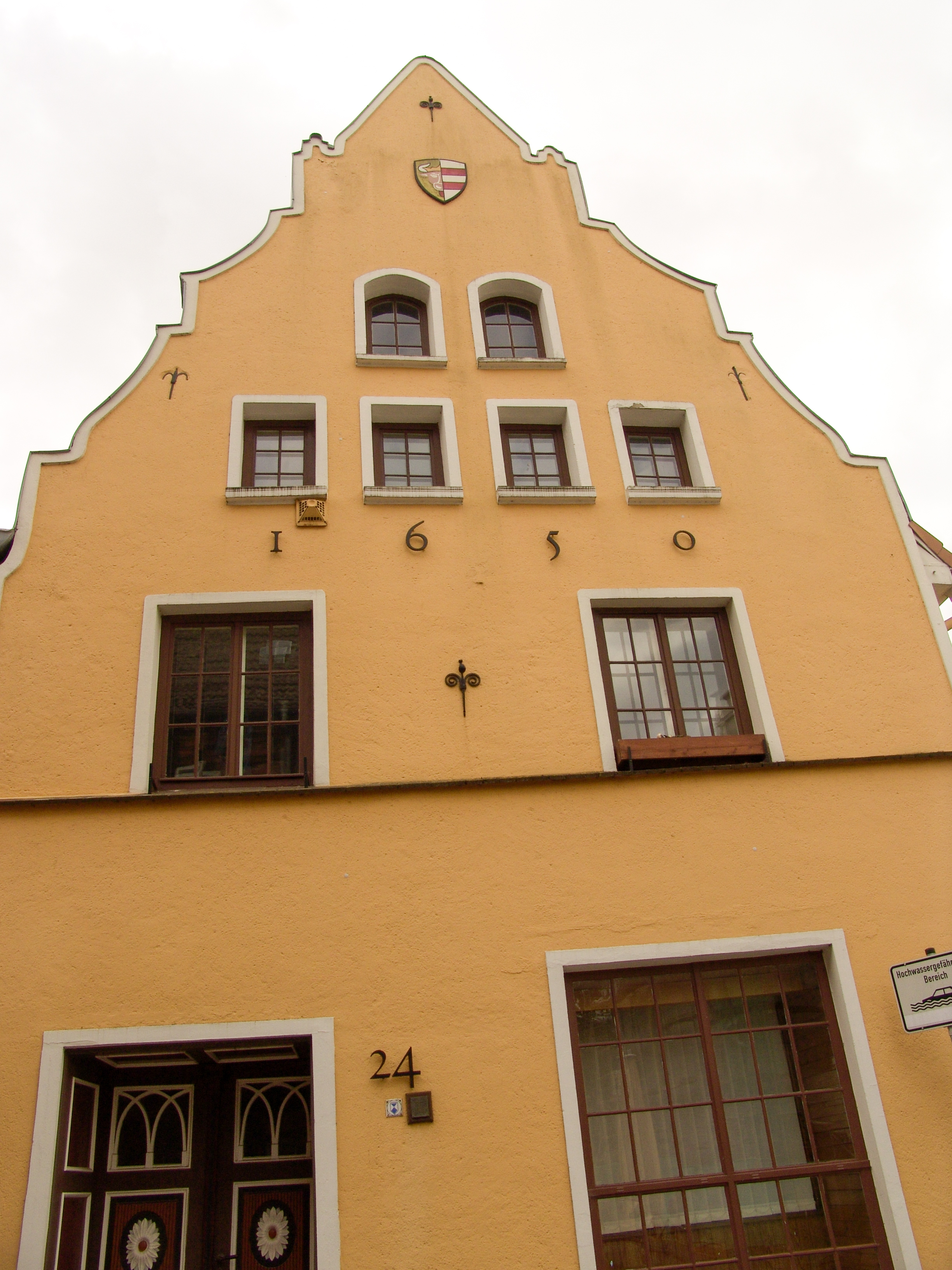
Nr. 24

Die historische Kleine Hohe Straße in Wismar ist am Rande des Zentrums der Altstadt, die wie der Alte Hafen unter dem besonderen Schutz der UNESCO steht, nachdem Wismar 2002 in die Welterbeliste aufgenommen wurde.
Sie führt in Ost-West-Richtung von der Scheuerstraße bis zu den Straßen Runde Grube und Am Lohberg zum Alten Hafen.

## Nebenstraßen

Wismar zur Zeit der Hanse

Die Nebenstraße und Anschlussstraßen wurden benannt als Scheuerstraße nach  dem Familiennamen Schur bzw. Schuer, Königstraße als platea regum seit 1443 nach einem Familiennamen, Grützmacherstraße seit 1408 nach dem Beruf, Runde Grube seit 1653 nach dem runden Teilarm des regulierten Bachs der Grube und Am Lohberg seit 1437 supra Loberge mit unklarer Bedeutung als platzartige Straßenausweitung am Hafen von städtebaulicher und touristischer Bedeutung.

## Geschichte

### Name
Die Straße wurde zur Unterscheidung der Großen Hohe Straße (davor hoge strate) seit 1465 als hoge strate by dem vatere so benannt und später Kleine Hohe Straße wegen des geringeren Straßengefälles.

### Entwicklung

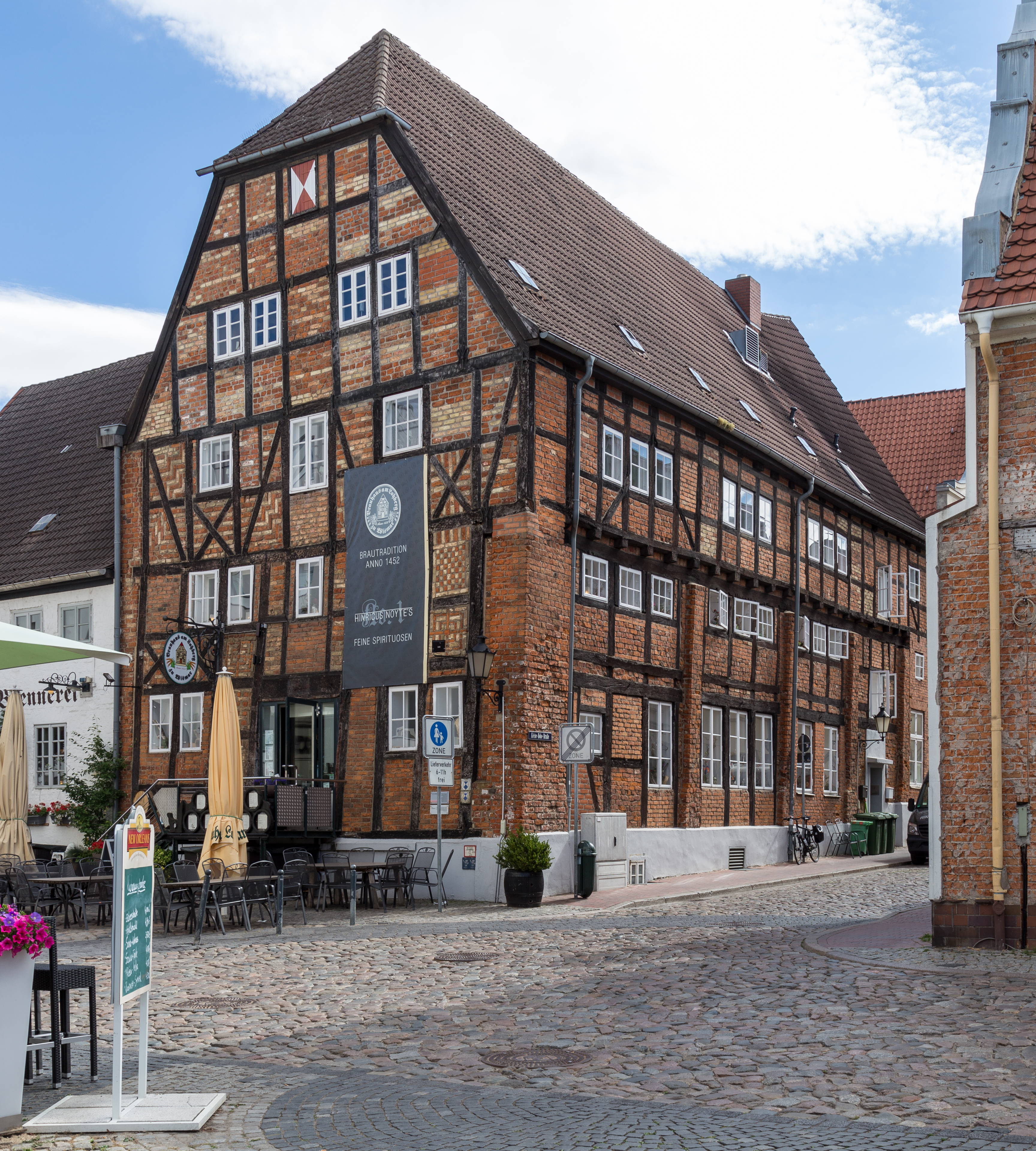
Nr. 15: Brauhaus am Lohberg

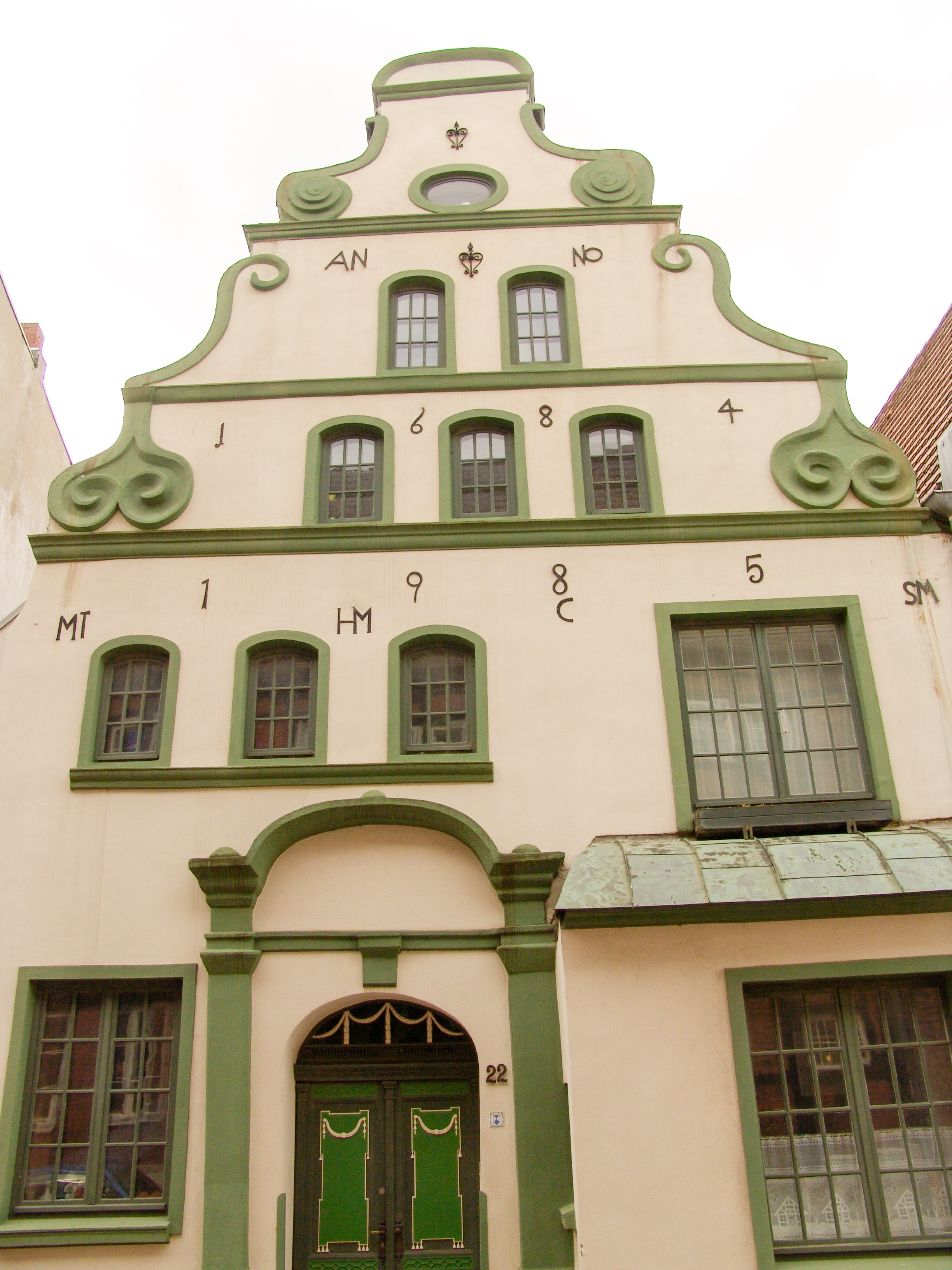
Nr. 22

Wismar wurde im Mittelalter ein wichtiges Mitglied der Hanse.
 Zwischen Markt und Alten Hafen und rund um die Hauptkirchen entwickelte sich die mittelalterliche Hansestadt und das Hafenviertel mit dem noch aktiven Brauhaus am Lohberg, den alten Lagerhäusern und Speichergebäuden und die Kleine Hohe Straße mit u. a. der Nr. 24, einem der ältesten erhaltene Häuser in Norddeutschland. In der ehemaligen Stadtmauer am Westende der Straße gab es ein Stadttor mit Zugang zum Hafen. Die Straße wurde saniert.

## Gebäude, Anlagen (Auswahl)
An der Straße stehen zumeist zwei- und dreigeschossige Wohn- und auch Geschäftshäuser. Die mit (D) gekennzeichnete Häuser stehen unter Denkmalschutz.
- Scheuerstraße Nr. 2a: 3-gesch. Eckhaus
- Scheuerstraße Nr. 2b: 3-gesch. Eckhaus
- Nr. 11: 2-gesch. Wohnhaus (D)
- Nr. 13: 2-gesch. barockes Wohnhaus von im Wesentlichen um 1790 (D), mit einem breiten Schweifgiebel und mittelalterlichen Resten als Backsteinmauerwerk sowie mit seitlicher Fiale; saniert um 2012/13, heute Feriendomizil Denkmal 13[3]
- Nr. 11a: 3-gesch. ehem. Speicher (D) mit Fachwerk im DG, 1997/99 saniert als Studentenwohnheim[4]
- Nr. 15: 3-gesch. ehemaliger Speicher und Brauhaus am Lohberg von 1452 (D) als Fachwerkhaus mit Krüppelwalmdach; mit Café und Gasthausbrauerei sowie Laden
- Nr. 18: 2-gesch. saniertes Wohnhaus mit Ferienwohnung
- Nr. 22: 2-gesch. barockes Wohnhaus (D) mit 3-gesch. geschweiften Giebel und prägendem Portal, Umbau von 1684, öfters im gemeinsamen Eigentum mit Nr. 24, Saniert 1985
- Nr. 24: 2-gesch. Wohn- und Eckhaus mit barockem Schweifgiebel von 1650 (D) und mit Teilen von um 1385, um 1425, um 1650, um 1750 und um 1900; häufiger umgebaut und saniert